# Roy Pugh
Roy Travis Pugh (Jacksonville, Texas, 16 de octubre de 1922-ibídem,3 de agosto de 2006) fue un jugador de baloncesto estadounidense que disputó una temporada en la NBA, además de jugar en la NBL. Con 1,98 metros de estatura, jugaba en la posición de ala-pívot.

## Trayectoria deportiva

### Universidad
Jugó durante su etapa universitaria con los Mustangs de la Universidad Metodista del Sur, convirtiéndose en el primer jugador de dicha institución en jugar en la BAA o la NBA.

### Profesional
Fue elegido en el Draft de la BAA de 1948 por Philadelphia Warriors, pero acabó fichando por los Indianapolis Kautskys de la NBL, donde únicamente disputó 4 partidos en los que anotó 4 puntos.
Al año siguiente el equipo dio el salto a la BAA convirtiéndose en los Indianapolis Jets, con los que empezó la temporada, en la que pasó además por los Fort Wayne Pistons y los Philadelphia Warriors, acabando la misma promediando 1,4 puntos por partido.

#### Estadísticas en la BAA

##### Temporada regular
| Temporada | Edad | Equipo                | Liga | Pos. | P  | TIT | MIN | TC  | TCA | %TC  | 3P | 3PA | %3P | TL  | TLA | %TL  | R.OF. | R.DEF. | REB | ASIS | ROB | TAP | PER | FP  | PTS |
| 1948-49   | 26   | TOTAL                 | BAA  |      | 23 |     |     | 0.6 | 2.2 | .255 |    |     |     | 0.3 | 0.8 | .316 |       |        |     | 0.4  |     |     |     | 0.7 | 1.4 |
| 1948-49   | 26   | Indianapolis Jets     | BAA  |      | 6  |     |     | 0.2 | 1.2 | .143 |    |     |     | 0.2 | 0.8 | .200 |       |        |     | 0.3  |     |     |     | 0.3 | 0.5 |
| 1948-49   | 26   | Fort Wayne Pistons    | BAA  |      | 4  |     |     | 1.0 | 2.0 | .500 |    |     |     | 0.3 | 1.0 | .250 |       |        |     | 0.3  |     |     |     | 0.8 | 2.3 |
| 1948-49   | 26   | Philadelphia Warriors | BAA  |      | 13 |     |     | 0.6 | 2.8 | .222 |    |     |     | 0.3 | 0.8 | .400 |       |        |     | 0.5  |     |     |     | 0.9 | 1.5 |
| Total     |      |                       | BAA  |      | 23 |     |     | 0.6 | 2.2 | .255 |    |     |     | 0.3 | 0.8 | .316 |       |        |     | 0.4  |     |     |     | 0.7 | 1.4 |